# Fiskefeber
Fiskefeber är ett TV-program som hade premiär den 9 augusti 2016 på Kanal 5. I programmet åker Claes Claesson ut tillsammans med kändisar för att sportfiska och ge inspiration till fiske.